# リトル・フランキー
リトル・フランキー（1958年2月20日 - 2002年8月15日）は、日本のプロレスラー、スーツアクター。昭和から平成にかけて、日本のミゼットプロレスを代表する選手として活躍した。

## タイトル歴
- WWWA世界ミゼット王者 - 1990年3月2日に角掛ひとし（角掛留蔵）戦に勝利して戴冠[注釈 1]。
- WWWA世界ミゼットタッグ王者 - 1982年7月にプリティ・アトム&リトル・フランキー組として戴冠[4]。
- WWWA世界ミゼット永世王者 - 死後授与。2002年8月[5]。

## 出演
- 輝きたいの - 本人役
- ラスタとんねるず'94 - ジャイアント将棋の駒
- ゴジラvsスペースゴジラ - リトルゴジラ（スーツアクター）
- 盲獣vs一寸法師 - 一寸法師役
- 日本食研晩餐館焼肉のたれCM - バンコ（スーツアクター）